# Vuzenica
Vuzenica – wieś w Słowenii, siedziba gminy Vuzenica. W 2018 roku liczyła 1548 mieszkańców.